# Isaac Rice
Pour les articles homonymes, voir Rice.
Isaac Leopold Rice est un inventeur, un entrepreneur et un mécène du jeu d'échecs américain d'origine allemande né le 22 février 1850 à Wachenheim an der Weinstraße et mort le 2 novembre 1915 à New York.

## Biographie
Rice naquit dans le Royaume de Bavière et émigra aux États-Unis quand il était encore enfant. Il étudia le droit à l'Université Columbia où il devint instructeur jusqu'en 1896. Il se spécialisa en droit des sociétés et en brevets. En 1888, il créa la Electric Storage Battery Company, puis la Electric Vehicle Company  et prit le contrôle de la Electric Launch Company (Elco) et de l'Electro-Dynamic Company. En 1899, Rice fonda la Compagnie Générale Dynamic Electric Boat (Electric Boat Company) et devint président de la Holland Torpedo Boat Company pour terminer le sous-marin Holland VI, premier sous-marin moderne de l'US Navy.

## Mécène du jeu d'échecs
Issac Rice a donné son nom à une variante d'ouverture qu'il inventa : le gambit Rice. Il fonda en 1904 la Rice Gambit Association qui publia une analyse détaillée de cette ouverture.